# Población (Filipinas)

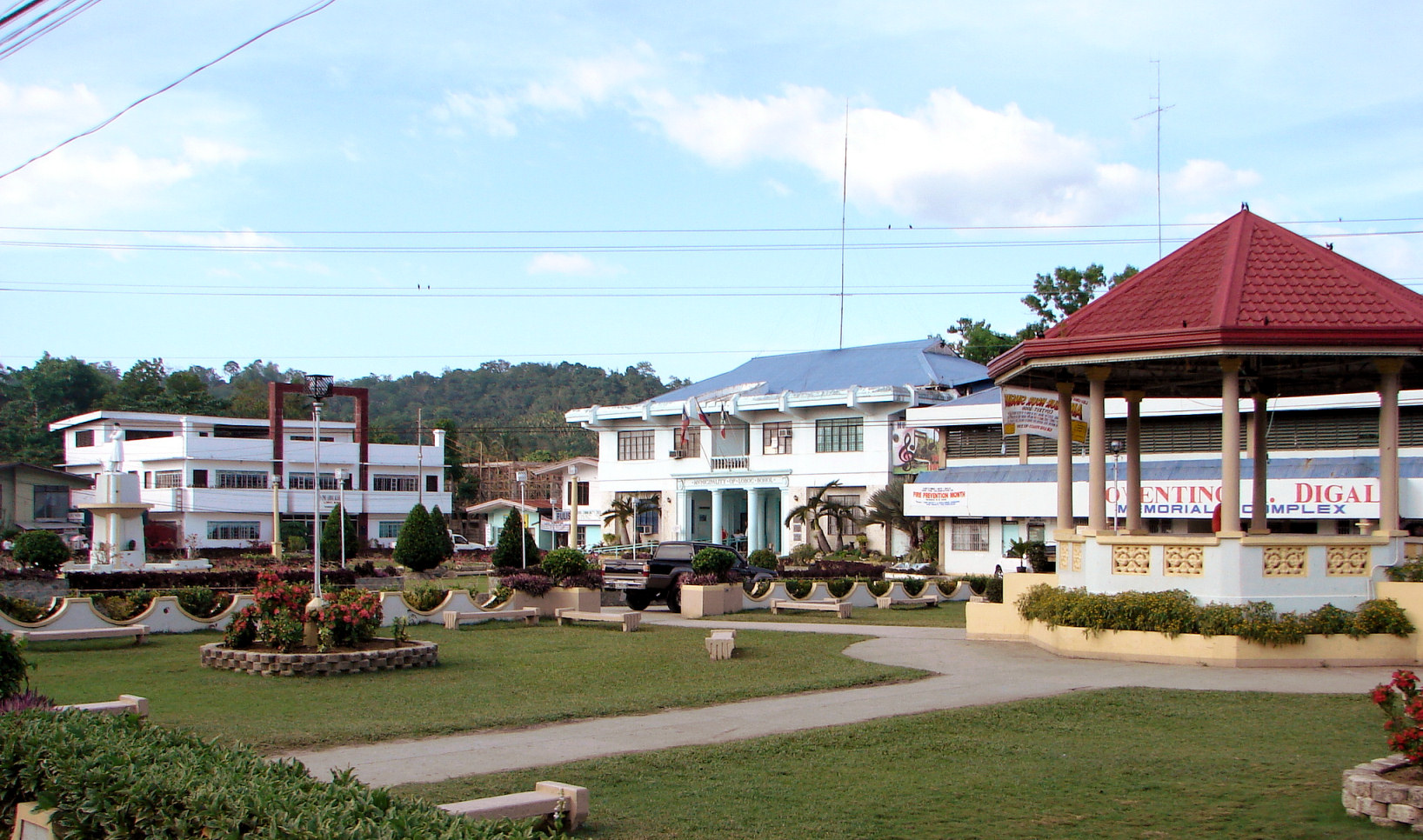
Típica Población con su plaza, ayuntamiento, templete y mercado (Loboc)

Población, abreviadamente "Pob.",  es el nombre comúnmente utilizado en Filipinas para el área central de un municipio o de una ciudad.
Toda población consta de una plaza,  iglesia parroquial católica, mercado público, escuela primaria y secundaria central, así como el ayuntamiento.
La población es considerada  "centro del comercio y de la industria" de la ciudad o municipio.
La mayoría de vecinos residentes en otros barrios (Barangay) acuden a la población en los días de mercado (que varía en función de la ordenanza local establecido por el gobierno local) a donde se llevan para su venta la mayoría de los productos locales buscando así una amplia gama de compradores.
- Datos: Q652541